# Рекс Чепмен
Рекс Еверетт Чепмен (англ. Rex Everett Chapman, нар. 5 жовтня 1967, Боулінг-Грін) — американський професійний баскетболіст, що грав на позиції атакувального захисника за декілька команд НБА.

## Ігрова кар'єра
На університетському рівні грав за команду Кентакі (1986—1988).
1988 року був обраний у першому раунді драфту НБА під загальним 8-м номером командою «Шарлотт Горнетс». Професійну кар'єру розпочав 1988 року виступами за тих же «Шарлотт Горнетс», захищав кольори команди із Шарлотта протягом наступних 4 сезонів. За підсумками свого дебютного сезону був включений до другої збірної новачків.
З 1992 по 1995 рік грав у складі «Вашингтон Буллетс», куди був обміняний на Тома Гаммондса.
1995 року перейшов до «Маямі Гіт», у складі якої провів наступний сезон своєї кар'єри.
Останньою ж командою в кар'єрі гравця стала «Фінікс Санз», до складу якої він приєднався 1996 року і за яку відіграв 4 сезони. Під час перебування у «Фініксі» Чепмена постійно супровожували травми — він переніс 7 операцій і став регулярно приймати вікодин. Весною 2000-ого року переніс апендектомію, після якої йому виписали оксикодон, спровокувавши наркотичну залежність.

## Життя після НБА
Після закінчення спортивної кар'єри його наркотична залежність лише посилилась. У нього також розвинулась ігрова залежність, коли він щодня робив ставки на кінні перегони. Зрештою він змушений був звернутись до лікаря, де йому діагностували Синдром дефіциту уваги та депресію.
Після успішної реабілітації працював спортивним коментатором, скаутом та віце-президентом «Денвера».
У вересні 2014 року заарештовувався за крадіжку техніки з магазину Apple.